# Nesophontes micrus
Nesophontes micrus is een uitgestorven zoogdier uit de familie van de Nesophontidae. De wetenschappelijke naam van de soort werd voor het eerst geldig gepubliceerd door G.M. Allen in 1917.

## Voorkomen
De soort kwam voor in Cuba.